# 20 ماساليا
ماساليا (أو 20 ماساليا وفق تسمية الكوكب الصغير) (بالإنجليزية: 20 Massalia)‏ هو كويكب ضمن حزام الكويكبات؛ وهو الكويكب العشرون من حيث ترتيب الاكتشاف.
اكتشف أنيبال دي غاسباريس الكويكب في التاسع عشر من سبتمبر سنة 1852، وسمي ماساليا، هو الاسم التاريخي القديم لمدينة مارسيليا الفرنسية، والتي رصد فيها الفلكي جان شاكورناك ذلك الكويكب في الليلة التي تليها.